# Edmund Beecher Wilson
Edmund Beecher Wilson (Geneva, 19 ottobre 1856 – New York, 3 marzo 1939) è stato un genetista e zoologo statunitense.
Lui e Nettie Stevens, con ricerche indipendenti, furono i primi a descrivere la base cromosomica del sesso.